# アンジェロ・ダミアーノ
アンジェロ・ダミアーノ（Angelo Damiano、1938年9月30日 - ）は、イタリア、ナポリ近郊に位置するバッラ出身の元自転車競技（トラックレース）選手。

## 経歴
1963年
- イタリア選手権 アマタンデム 優勝（+ セルジョ・ビアンケット）
- グランプリ・ド・コペンハーゲン アマ部門 優勝

1964年
- 東京オリンピック
  -  タンデムスプリント 優勝（+ セルジョ・ビアンケット）

1965年、プロ転向。
1967年
- トラックレース世界選手権 プロスプリント 3位

1972年、引退。